# Chiesa di San Giorgio (Cormons)
La chiesa di San Giorgio è un edificio di culto cattolico situato a Brazzano, frazione di Cormons, in provincia ed arcidiocesi di Gorizia. La chiesa posta in cima al colle omonimo, che domina la pianura e consente la vista sino al Carso ed al mare. Qui anticamente sorgeva un fortilizio per scopi difensivi e di osservazione.

## Storia
Vista la posizione, sulla cima del colle sorgeva un castello che è da identificare, forse, con il misterioso castello di Braitan, nominato nel diploma dell'11 giugno 983, con cui l'imperatore Ottone II di Sassonia donava cinque castelli al patriarca di Aquileia Rodoaldo. La prima notizia certa riguardante la località risale al 1093, quando la Pieve fu donata dal patriarca Ulrico di Eppenstein al monastero di Rosazzo.
Nel 1257 la chiesa venne completamente distrutta dal conte Mainardo di Gorizia, in lotta contro il patriarca Gregorio da Montelongo, mentre nel 1315 Cividale si oppose alla sua ricostruzione. Nello stesso anno fu ricevuta in eredità da Vernardo di Trussio, feudatario dei signori di Zuccola, in quanto il casato di Brazzano, probabilmente legato ai signori di Orzone, si era oramai estinto. Andata in rovina la struttura difensiva, nel XVI secolo venne costruita la chiesa sui suoi resti e la torre venne trasformata in campanile. Nel 1601 la chiesa fu nuovamente distrutta da un incendio e poi ricostruita. La chiesa fu poi restaurata agli inizi del Novecento.

## Descrizione
La torre campanaria, separata dal corpo della chiesa, svetta rispetto alla struttura e presenta quattro bifore ed una merlatura di tipo ghibellino.
Particolarmente interessante è l'altare ligneo intagliato nel 1563 da Girolamo Ridolfi.